# Palais des congrès d'Ajaccio
Pour les articles homonymes, voir Palais des congrès.
Le palais des congrès d'Ajaccio, situé sur le port d'Ajaccio (Corse), est le centre de congrès de la ville.